# Hippoliet Van Peene-stichting
De Hippoliet Van Peene-stichting was een organisatie in Gent die zich in de periode 1950-1975 bezighield met het opwaarderen van de artistieke erfenis van Hippoliet Van Peene. Van Peene was actief binnen het Gentse toneelgezelschap Broedermin en Taelijver en is vooral bekend als de schrijver van de tekst van De Vlaamse Leeuw, het Vlaamse volkslied. Tevens schreef hij toneelstukken en blijspelen. 

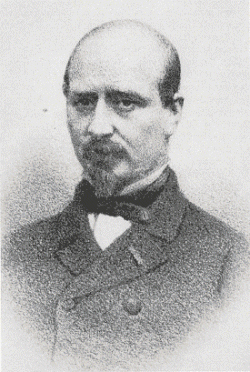
Hippoliet van Peene

## Geschiedenis
De stichting werd opgericht op 15 november 1952 vanuit de Rederijkerskamer De Fonteine. De eerste voorzitter was Oscar Van Hauwaert en de secretaris dr. Herman Van Overbeke. Door ziekte werden de door hen opgestelde statuten van de stichting weer opgeborgen en pas in 1959 opnieuw opgenomen door professor dr. Paul De Keyser, die op 24 mei 1959 de stichting deed herrijzen.
De vooropgestelde doelen waren: 
1. De oprichting van een monument Van Peene op een openbaar plein, hetzij in Gent, hetzij in Kaprijke, zijn geboortedorp;
2. Het uitloven van prijzen Hippoliet Van Peene in verband met dramatische opvoeringen;
3. Het uitgeven van boeken en studies gewijd aan het toneel in het algemeen en het Vlaams Toneel in het bijzonder;
4. De oprichting van een grafmonument op het Campo Santo in Sint-Amandsberg.

In aanloop tot het Van Peenejaar (1960-1961) bestond het dagelijks bestuur volledig uit 'Fonteinisten' en werd het algemeen bestuur aangevuld met externen. 
Over de werking van de stichting na het Van Peenejaar is weinig bekend. Wel staat het vast dan enkele leden van het bestuurscomité, waaronder Flor Demedts, in 1975 nog een tentoonstelling rond de persoon van Van Peene mee ingericht hebben in Kaprijke. 
De vereniging lijkt uiteindelijk een stille dood te zijn gestorven.

## Bestuur
Het bestuurscomité bestond uit de erevoorzitters dr. H. Teirlinck, regeringsadviseur van het Nationaal Toneel van België, en O. Van Hauwaert, ere-inspecteur middelbaar onderwijs. Daarnaast was er een dagelijks bestuur, waarin onder andere prof. dr. P. De Keyser, hoofdman van de Koninklijke Soevereine Hoofdkamer van Rhetorica “De Fonteine” Gent, zitting had. Overige leden waren onder andere dr. Jan Briers, directeur van het N.I.R. Gewestelijke Omroep Gent, en Ger Schmook, directeur van het Museum voor het Vlaams Cultuurleven.
De stichting organiseerde een Hippoliet Van Peenejaar in 1960-1961 ter gelegenheid van Van Peenes 150ste geboortejaar. 

## Hippoliet Van Peenejaar

### Theater en televisie
Het Nationaal Toneel van België en de Koninklijke Vlaamse Schouwburg in Brussel voerden in het toneelseizoen van 1960-1961 werken van Van Peene op. Het Reizend Volkstheater werd bereid gevonden om een stuk van Van Peene op te voeren in een twintigtal Vlaamse steden en gemeenten. Concreet werd Tamboer Janssens opgevoerd. Ook het Laboratorium voor Vlaams Toneel uit Antwerpen voerde in datzelfde seizoen 99 beesten en 1 boer op. 
Tegelijkertijd werden er ook stukken van Van Peene voorzien, die de leerlingen van het Vlaamse normaalonderwijs, het middelbaar en het technisch onderwijs in het kader van ‘moedertaalonderricht’ konden opvoeren. 
Ten slotte voerde ook het N.I.R. en de Vlaamse televisie werken van Van Peene op als luister- of televisiespel. De BRT reserveerde op 25 januari 1961 de rubriek Lof van het Vlaamse Toneel voor een bespreking van Van Peenes leven en werk en op 12 januari 1961 werd de eenakter De Violier als luisterspel uitgezonden. Op 4 februari werd dan weer in samenwerking met het Reizend Volkstheater Tamboer Janssens uitgezonden. Op 7 februari 1961 werd een herdenkingsprogramma uitgezonden dat de belangrijkste aspecten en episodes van Van Peenes leven en werk tegen de literair-historische achtergrond plaatste. Tot slot zond de BRT op 14 april 1961 nog een herdenking uit in de Schoolradio van het ministerie van Nationale Opvoeding en Cultuur. 

### Toneelwedstrijd
In de maanden februari, maart en april van 1961 richtte de stichting een toneelwedstrijd in voor liefhebbersverenigingen. De deelnemers moesten uitsluitend werken van Van Peene opvoeren in de oorspronkelijke versie. De stichting voorzag zeven toneelwerken van Van Peene van nieuwe spelling: ’s Avonds in de mane, Adam en Eva, De Violier, Twee hanen voor één henne, De duivel in ’t dorp, Siska van Roosenmael en Keizer Karel en de Berchemse Boer. Om toegelaten te worden tot de wedstrijd moesten de verenigingen in België gevestigd zijn en al twee jaar lang een onafgebroken werking hebben. Aangezien het een liefhebberstornooi was, was medewerking van beroepsspelers verboden. Een uitzondering werd gemaakt voor de spelleiding die wel in handen mocht zijn van een beroepsregisseur. Naast een gedenkpenning die elke deelnemende vereniging mocht ontvangen werden er ook nog andere prijzen, in de vorm van een som geld, toegekend. De eerste prijs bedroeg 5.000 fr en die prijs zakte met 1000 Belgische frank per plaats tot de vijfde plaats die 1000 Belgische frank kreeg. De jury bestond uit professor dr. De Keyser, dr. Paul Van Aerden, J. Poffé, F. De Smedt en Flor Demedts. Er werden in totaal tien toneelgezelschappen toegelaten. 
Het tornooi werd afgesloten in de Koninklijke Nederlandse Schouwburg in Gent waar de Brugse rederijkerskamer "De Weerde Drie Santinnen" op 3 juni 1961 het stuk Keizer Karel en de Berchemse Boer opvoerde. Na die opvoering werd overgegaan tot de prijsuitreiking en proclamatie van de resultaten.
- De eerste prijs was voor "De Weerde Drie Santinnen" uit Brugge.
- De tweede prijs voor "Iverige Jonckheyt" uit Sint-Amandsberg, beide gezelschappen speelden hetzelfde stuk.
- De derde prijs was voor "Kunst en Eendracht" uit Waregem met het stuk Siska van Rozemaele.
- De vierde prijs werd gewonnen door "Sint Agnete" uit Gent met een opvoering van Adam en Eva.
- De vijfde prijs tot slot was voor "Geluk in ’t Werk" uit Gent met Twee hanen voor één hen.

De tweede en de derde plaats waren ex aequo, waarop werd beslist om het prijzengeld van opgeteld 7000 frank gelijkelijk te verdelen. 

### Academische zitting
De landdag van de erkende Vlaamse rederijkerskamers, die doorging in mei 1961, stond in het teken van Hippoliet Van Peene. Er werd een academische zitting gehouden, gewijd aan Van Peenes leven en werk. 
In 1959 was door De Fonteine op haar patroonsfeest op 24 mei al een academische zitting georganiseerd om de stichting bij elkaar te roepen in aanloop van 1960-61.  

### Grafhulde
De grafhulde in Gent kon niet doorgaan in 1961 en werd uitgesteld. Het overbrengen van het stoffelijk overschot naar de Campo Santo in Gent bleek niet eenvoudig en werd uitgesteld. Uitstel bleek echter afstel te zijn aangezien het lichaam van Hippoliet Van Peene zich nog steeds op de Zuiderbegraafplaats in Gent bevindt, naast dat van zijn vrouw Virginie Miry.

### Gedenkplaat
In de gemeente Kaprijke, Van Peenes geboorteplaats, werd een gedenkplaats geplaatst in de wachtzaal van het gemeentehuis. Dit gebeurde op zondag 25 juni 1960. Eveneens op die dag hield het Reizend Volkstheater halt in Kaprijke en voerde Tamboer Janssens op in de parochiezaal. De gedenkplaat bleef niet hangen in de wachtzaal en een gedeelte is later overgebracht naar de voorgevel van het gebouw, met een nieuw onderbord.

### H. Van Peenepenning
Ter gelegenheid van het H. Van Peenejaar werden 150 bronzen penningen geslagen, die aan de medewerkers van de Van Peeneherdenking en aan de mededingers van het tornooi werden aangeboden. De penning woog 100 g. en had een diameter van 60 mm. De recto zijde verbeeldde een buste naar links van Van Peene met op de schouder verdiept V.S. aangebracht, de initialen van de ontwerper Victor Speeckaert, die tevens ook archivaris was van de Rederijkerskamer De Fonteine. Op de verso zijde stond een tekst rondom “~ HIPPOLIET VAN PEENE’S GEBOORTE HERDACHT” en horizontaal bovenaan “1811 ~ 1961”.
De munten werden vervaardigd door het Beheer der Munten van het Ministerie van Financiën van België. Uit een brief van de muntmeester G. Lamquet blijkt dat ook het slaan van zilveren munten overwogen werd. De financiële documenten in het archief van De Fonteine maken echter geen melding van zilveren penningen. 

### Erecomité
Naast het bestuurscomité, bestond er tevens een erecomité. Hierin zetelden onder andere ministers als Charles Moureaux en Pierre Harmel, diverse provinciegouverneurs als Richard De Clerck en Pierre Van Outryve d’Ydewalle, de burgemeesters van Gent en Kaprijke, rectors prof. dr. Pieter Lambrechts (Rijksuniversiteit Gent) en prof. dr. W. De Keyser (Vrije Universiteit Brussel) en diverse hoge ambtenaren. Ook waren er vertegenwoordigers van bibliotheken en cultuurfondsen lid, zoals dr. Herman Liebaers (Koninklijke Bibliotheek van België), mgr. prof. Arthur Janssen (Davidsfonds) en prof. dr. Hans Van Werveke (Willemsfonds).